# Anklaget for mord
Anklaget for mord er en dokumentarfilm instrueret af Justin Webster.

## Handling
Tom Cholmondeley har tidligere stået anklaget for at have skudt en wild life service-medarbejder, der opholdt sig på hans enorme landejendom i Kenya. Cholmondeley, enearving til Lord Delamere, den største hvide jordbesidder i Afrika, blev frikendt på grund af manglende beviser. Han står nu, mindre end et år efter frikendelsen, atter anklaget for at have slået en mand ihjel. Ikke blot står han anklaget, men han repræsenterer også med sin person hele det britiske imperiums kolonitid og er som sådan den sidste hvide mand i Afrika. Filmen følger sagen i Nairobi og trækker perspektivet ud til spørgsmålet om forholdet mellem hvide og sorte, mellem et afrikansk retssystem og en europæisk elite. I maj 2009 idømmes Cholmondeley 8 måneders fængsel for manddrab.